# جوني روكر
جوني روكر (بالإنجليزية: Johnny Rucker)‏ هو لاعب كرة قاعدة أمريكي، ولد في 15 يناير 1917 في Crabapple, Georgia ‏ في الولايات المتحدة، وتوفي في 7 أغسطس 1985 في مولتري في الولايات المتحدة.

## وصلات خارجية
- جوني روكر على موقع دوري كرة القاعدة الرئيسي (الإنجليزية)
- جوني روكر على موقعبيزبول رفرنس.كوم (الدوري الرئيسي) (الإنجليزية)